# قاموس ديوان (الملايوي)

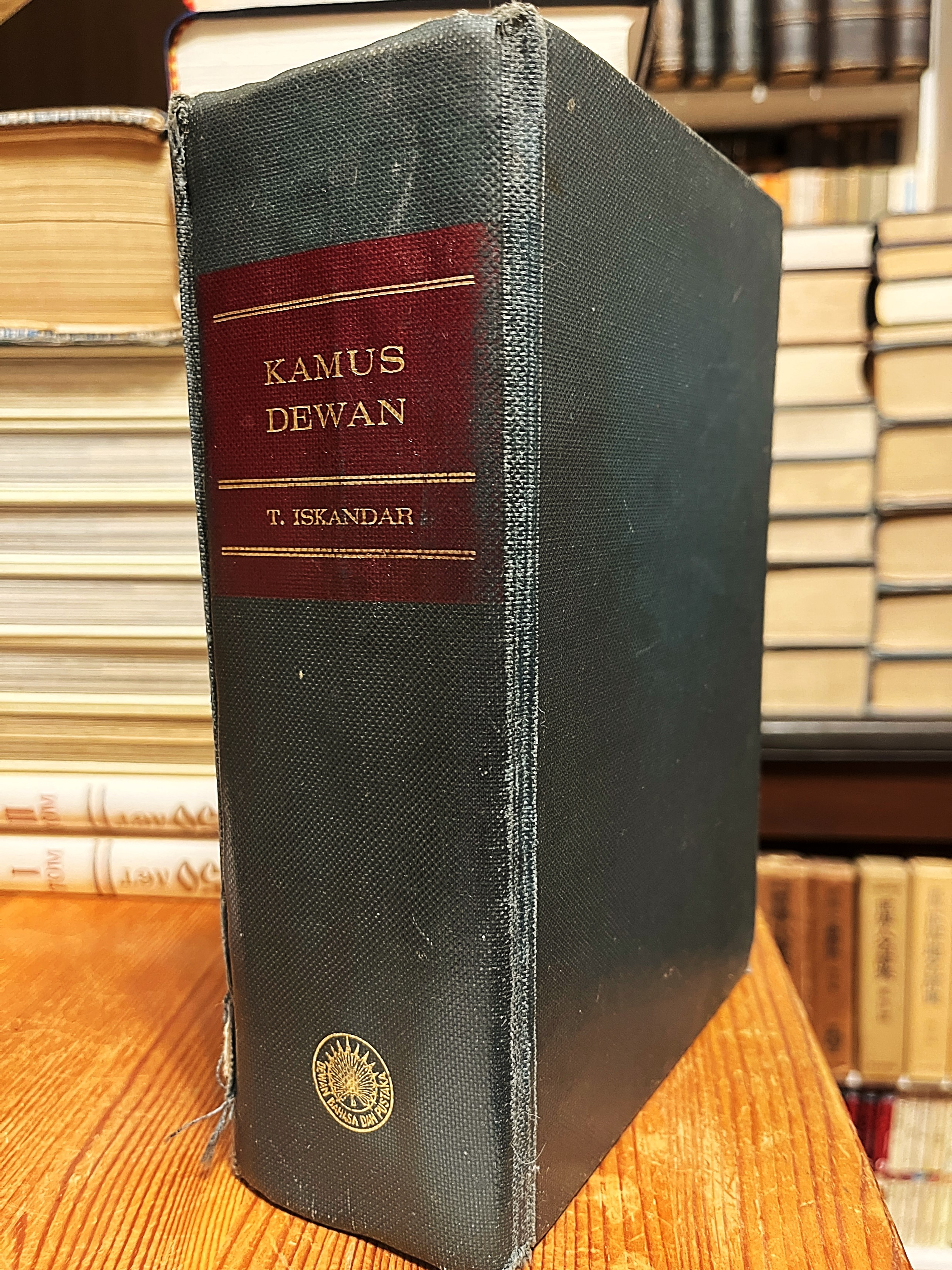
الجزء الخلفي من قاموس ديوان

قاموس ديوان ( الملايو لقاموس المعهد ) هو قاموس لغة ملايوي جمعه تيوكو إسكندر [الإنجليزية] ونشره ديوان اللغة والصحافة. يعد هذا القاموس مفيدًا للطلاب الذين يدرسون الأدب الملايوي لأنه يوفر المرادفات والاختصارات والمعاني المناسبة للعديد من الكلمات الملايوية.
تمت الموافقة على استخدام القاموس في امتحانات شهادة التعليم العامة [الإنجليزية] للغة الملايوية المنظمة في سنغافورة.

## الطبعات
اعتبارًا من عام 2005، تم نشر أربع طبعات من القاموس. صدرت الطبعة الأولى عام 1970، والطبعة الثانية عام 1984، والطبعة الثالثة عامي 1994 و1998، والطبعة الرابعة عام 2005. من بين الإصدارات الأربعة، الإصدار الأكثر شعبية هو الإصدار الثالث،[بحاجة لمصدر] والذي يحتوي على أكثر من 36000 مدخل وحوالي 1566 صفحة. الطبعة الرابعة – الطبعة الأحدث – تحتوي على أكثر من 49000 مدخل و1817 صفحة.

## إصدارات أخرى من قاموس ديوان
وقد نُشر كتاب "قاموس ديوان" أيضًا في نسخة رقمية.

## روابط خارجية
- النسخة الرسمية عبر الإنترنت من كاموس ديوان